# Murder Mystery 2
Série
Murder Mystery
(2019)
Pour plus de détails, voir Fiche technique et Distribution.
Murder Mystery 2 ou Meurtre et Mystère 2 au Québec est une comédie policière américaine réalisée par Jeremy Garelick et sorti en 2023 sur Netflix. Il fait suite à Murder Mystery sorti en 2019,.
Désormais soucieux de faire décoller leur propre agence, les détectives Nick et Audrey Spitz se retrouvent au cœur d'un enlèvement de niveau international, qui les touche de près.

## Synopsis
Quatre ans après leur escapade à Monte Carlo, Nick et Audrey Spitz travaillent comme détectives privés à plein temps. Ils acceptent une invitation au mariage de leur ami Vikram "Le Maharajah" Govindan sur son île privée, en espérant que leur association avec lui donnera à leur agence de détectives une certaine crédibilité professionnelle. Là, ils retrouvent leur ami le colonel Ulenga et rencontrent la fiancée française de Vik, Claudette Joubert, son partenaire d'affaires excentrique, Francisco Perez, son ancienne fiancée, l’odieuse comtesse Sekou, qui est toujours accompagnée par sa dame d'honneur, Imani, la sœur réticente de Vik, Saira et le garde du corps Lou.
Lors de la cérémonie, Audrey remarque une figure masquée qui suit l'éléphant de Vik. Un cadavre tombe de l'éléphant et s'avère être Lou. Nick soupçonne qu'il s'agit d'une diversion et regarde l'enlèvement de Vik par un homme mystérieux qui quitte l'île sur un bateau. Le couple détermine qu'au moins deux auteurs doivent avoir été impliqués : l'un pour créer la diversion et l'autre pour kidnapper Vik ; et soupçonne l’un des invités être le coupable. Le lendemain matin, le groupe est rejoint par une équipe de détectives professionnels, dirigée par l'ancien négociateur d'otages du MI6 Connor Miller. Le kidnappeur appelle et demande une rançon de 70 millions de dollars en échange de Vik et procéderont à l’échange à l'Arc de Triomphe.
Une fois à Paris, Miller emmène Nick et Audrey au point d'échange. Les ravisseurs forcent le couple à entrer dans une camionnette sous la menace d'une arme à feu. Un combat s'ensuit et la camionnette s'écrase sur le Café Procope.
Ils apprennent dans les chaînes d’information qu’il y a un nouveau mandat d'arrêt contre eux d’après une image trafiquée par les ravisseurs où Nick est montré en train de brandir un couteau durant le mariage ; Miller arrive et précise que le film est un deepfake. Après avoir pris la mallette d'argent et leur avoir demandé de le retrouver à La Madeleine, Miller est apparemment tué lorsque sa voiture explose. Un personnage mystérieux récupère la mallette, mais est immédiatement renversé par un deuxième assaillant dans un camion poubelle, qui prend la mallette et s’enfuit. Avec l'aide de l'inspecteur Laurent Delacroix, Nick et Audrey tracent le camion jusqu'à un château de campagne où ils sont pris en embuscade par Sekou et Imani, elles leur révèlent qu’elles ne sont pas les ravisseurs mais qu'elles ont profité de cette histoire de rançon pour voler l'argent. Sekou décide de trahir Imani en lui tirant dessus et provoque un incendie pour tuer le couple, mais elle se fait abattre par Imani mourant.
Nick et Audrey réussissent à s’échapper aux flammes et appellent Delacroix, demandant que Vik soit amené au restaurant Le Jules Verne à la tour Eiffel. Vik paraît au rendez-vous avec un gilet explosif pour qu’il procède à l’échange avec les ravisseurs. Nick comprend que c’est du bluff et justifie que le tueur ne mettrait jamais en péril la rançon. Le compte à rebours de la bombe est suspendu, et Miller se présente et révèle être le cerveau de l'enlèvement ; il avait simulé sa mort en se cachant dans une chambre en titane à l'épreuve des bombes à l'intérieur de la voiture pour que son complice récupère la rançon jusqu’à que la comtesse ne le double. Il tente de tuer le groupe, mais Audrey s'accroche à son harnais et est tirée au dernier étage. Nick les poursuit, soumet les hommes de Miller et détruit le détonateur. Miller jette Audrey, qui est toujours connectée à son harnais, hors de la tour. Les deux hommes s'engagent dans un combat au corps à corps, culminant avec Nick ouvrant la mallette et dispersant l'argent dans le vent.
Pendant ce temps, le groupe aide à désamorcer la bombe de Vik, et Susan s'occupe de Delacroix, qui a été abattu par Miller. Susan et Delacroix tombent instantanément amoureux après que Delacroix lui a montré comment faire des ronds de fumée. Au dernier étage, Audrey réapparaît et Nick l'aide à attacher le harnais de Miller au mécanisme d'ascenseur de la tour, le jetant dans les pales du rotor de son hélicoptère d'évasion, qui explose et s'écrase dans la Seine.
De retour au restaurant, Audrey prend le bras noir de Saira pour du sang, mais Saira lui répond que son henné a été bavé pendant l'agitation. Audrey remarque qu'une fois séché, le henné ne s'étale pas. Elle se souvient que Saira n'était pas présente lorsque l'éléphant de Vik a démarqué à la cérémonie de réception, et se rend compte que les vêtements de la figure masquée qui a tué Lou étaient tachés de henné humide, pas de sang. Saira finit par être le deuxième conspirateur ; elle était contrariée que les parents de Vik lui aient donné le contrôle exclusif de l'entreprise, et elle avait précédemment essayé de le tuer à Mumbai. Elle explique en outre qu'elle embauche Miller dans son plan et que la rançon est en fait son paiement. Exposé, Saira tente de tirer sur Vik, mais il est protégé par Ulenga, qui prend la balle. Claudette l'assomme ensuite avec la mallette.
Une fois l'agitation terminée, Vik et Claudette décident de s'enfuir et de donner plus tard à Nick et Audrey 10 millions de dollars et l'utilisation de l'hélicoptère de Vik. Lors d'une lune de miel en Grèce, ils ont menacé leur pilote d'hélicoptère soi-disant européen, qui s'avère être américain ; les menacer avec une arme à feu pour leur réclamer l'argent avant de saute de l'hélicoptère, les abandonnant le couple paniqué dans un hélicoptère sans pilote.

## Fiche technique
Sauf indication contraire, les informations mentionnées dans cette section peuvent être confirmées par les bases de données cinématographiques IMDb et Allociné,  présentes dans la section « Liens externes ».
- Titre original et français : Murder Mystery 2
- Titre québécois : Meurtre et Mystère 2
- Réalisation : Jeremy Garelick
- Scénario : James Vanderbilt et Jeremy Garelick
- Musique : Rupert Gregson-Williams
- Photographie : Bojan Bazelli
- Décors : Luke Freeborn
- Montage : Tom Costain, Brian M. Robinson
- Production : Adam Sandler, Jennifer Aniston, Tripp Vinson, James Stern, A. J. Dix, James Vanderbilt, Allen Covert, Raphaël Benoliel, David M. Bernstein, Tara Farney, Genevieve Hofmeyr, Jonathan Loughran, Michael J. Malone, Judit Maull
- Production déléguée : Charlize Theron, Beth Kono, Lucas Smith, Julie Goldstein, Beau Flynn, Tim Herlihy, Kyle Newacheck, Kevin Grady, Barry Bernardi
- Sociétés de production : Netflix, Happy Madison Productions, Vinson Films, Endgame Entertainment et Echo Films
- Société de distribution : Netflix
- Pays de production :  États-Unis
- Genre : comédie policière, action
- Durée : 89 minutes
- Dates de sortie :
  - Monde : 31 mars 2023 (Netflix)

## Distribution
Sauf indication contraire, les informations mentionnées dans cette section peuvent être confirmées par les bases de données cinématographiques IMDb et Allociné,  présentes dans la section « Liens externes ».
- Adam Sandler (VF : Serge Faliu) : Nick Spitz
- Jennifer Aniston (VF : Dorothée Jemma) : Audrey Spitz
- Mark Strong (VF : Boris Rehlinger) : Miller
- Mélanie Laurent (VF : elle-même) : Claudette Joubert
- Jodie Turner-Smith (VF : Corinne Wellong) : Comtesse Sekou
- John Kani (VF : Frantz Confiac) : Colonel Ulenga
- Kuhoo Verma (VF : Claire Baradat) : Saira
- Dany Boon (VF : lui-même) : l'inspecteur Laurent Delacroix
- Adeel Akhtar (VF : Marc Saez) : Maharajah
- Enrique Arce (VF : Xavier Fagnon) : Francisco
- Zurin Villanueva (VF : Périne Lislet) : Imani
- Jillian Bell (VF : Julia Boutteville) : Susan
- Tony Goldwyn (VF : Philippe Valmont) : Monsieur Silverfox
- Annie Mumolo (VF : Nina Broniszewski-Madre) : Madame Silverfox
- Hélène Cardona (VF : Corinne Wellong) : la présentatrice française de la météo (voix)
- Ray Chase (VF : François Berland) : le narrateur (voix)

 Source et légende : version française (VF) sur RS Doublage

## Production
En octobre 2019, il est annoncé qu'une suite de Murder Mystery est en développement, avec le retour d'Adam Sandler et Jennifer Aniston. En août 2021, Jeremy Garelick est annoncé comme réalisateur, d'après un scénario toujours écrit par James Vanderbilt. Il est révélé que cette suite se déroulera entre Paris et les Caraïbes.
En janvier 2022, il est annoncé qu'Adeel Akhtar et John Kani reprendront leurs rôles du premier film, alors que Mark Strong, Mélanie Laurent, Jodie Turner-Smith, Enrique Arce, Tony Goldwyn ou encore Annie Mumolo rejoignent le projet.
Le tournage débute en janvier 2022 à Hawaï,. Les prises de vues s'achèvent en avril de la même année, après un passage par Paris,. La scène de danse indienne a été tournée à Paris et chorégraphiée par Mahina Khanum.